# Michail Abramowitsch Milstein
Michail Abramowitsch Milstein (russisch Михаил Абрамович Мильштейн; * 15. Septemberjul. / 28. September 1910greg. in Atschinsk; † 19. August 1992 in Moskau) war ein sowjetischer General.
Er gehörte dem militärischen Nachrichtendienst Glawnoje Raswedywatelnoje Uprawlenije an. Vor dem Zweiten Weltkrieg war er in den USA und in England, während des Zweiten Weltkriegs an der sowjetischen Westfront eingesetzt. Er war Träger des Leninordens und nach dem Krieg Dozent an der Militärakademie des Generalstabs. Im Jahr 1955 wurde er Generalmajor, 1966 Generalleutnant.